# Laurent Grimmonprez
Laurent Grimmonprez (Gent, 1902. december 14. – 1984. május 22.), belga válogatott labdarúgó.
A belga válogatott tagjaként részt vett az 1924. évi nyári olimpiai játékokon és az 1934-es világbajnokságon.

## Sikerei, díjai
KAA Gent
- A belga bajnokság gólkirálya (1): 1925–26 (28 gól)

## Külső hivatkozások
- Laurent Grimmonprez – a FIFA adatbázisában